# Griffith Island (Antarktika)
Griffith Island ist eine Insel im Archipel der Windmill-Inseln vor der Budd-Küste des ostantarktischen Wilkeslands. Sie liegt an der südlichen Einfahrt zum Robertson-Kanal in der Vincennes Bay.
Die Insel wurde anhand von Luftaufnahmen der US-amerikanischen Operation Highjump (1946–1947) und Operation Windmill (1947–1948) kartiert. Das Advisory Committee on Antarctic Names benannte sie nach Russell B. Griffith, leitender Brandbekämpfer auf der Wilkes-Station im Jahr 1958.